# Franz Emil Lorenz Wimpffen

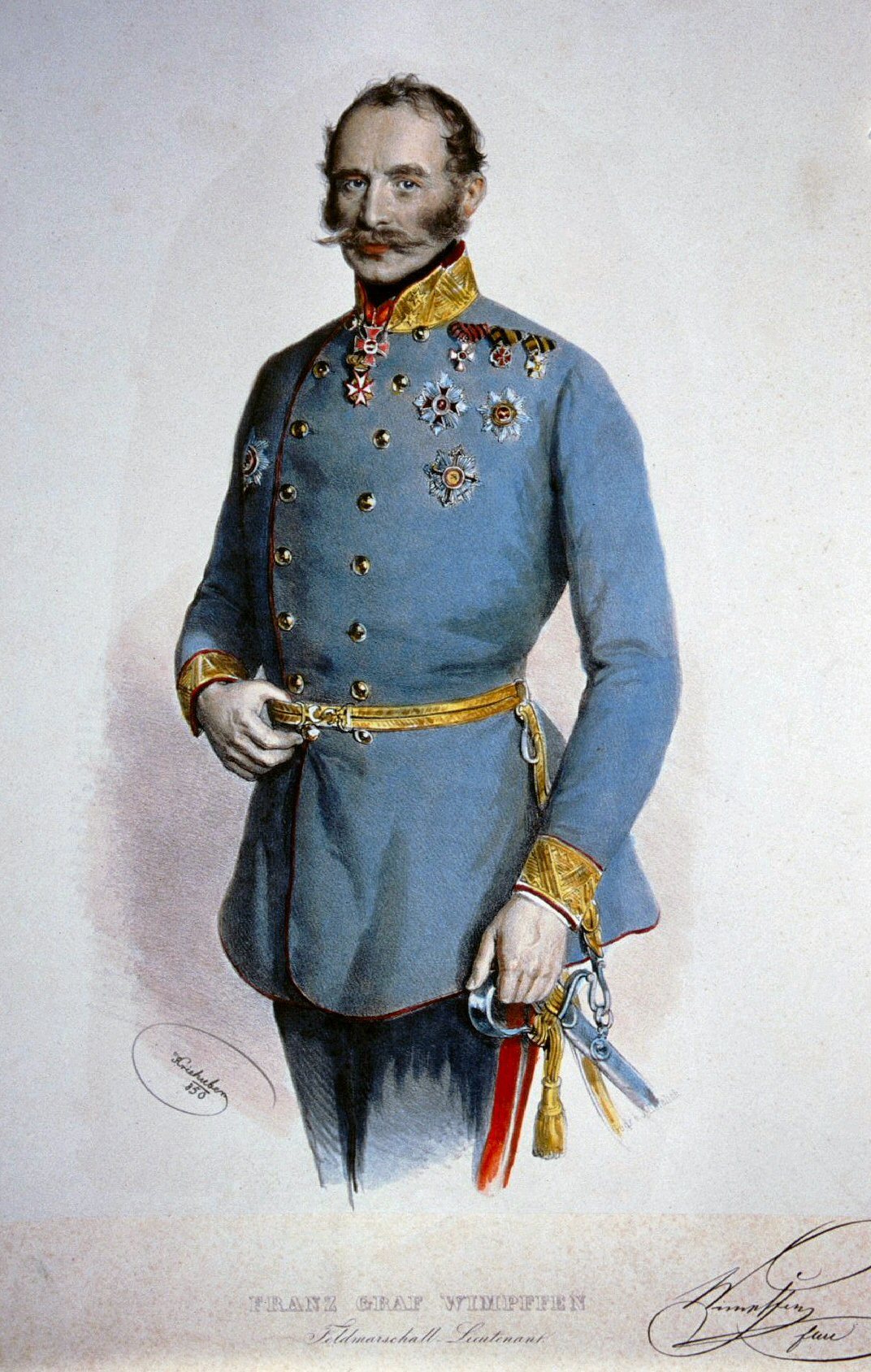
Lithographie von Josef Kriehuber, 1850

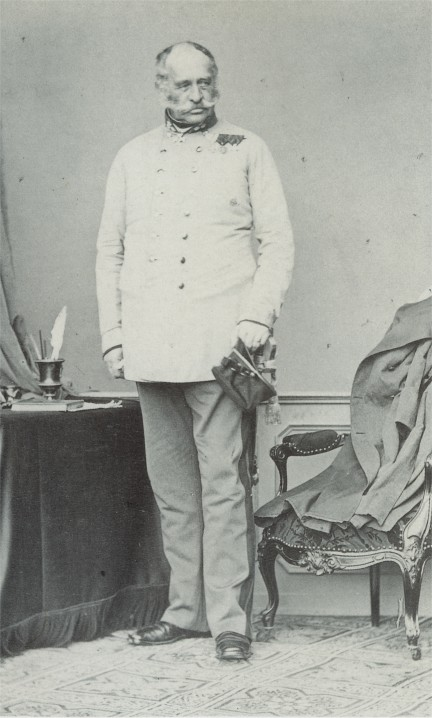
Franz Emil Lorenz Graf Wimpffen, Fotografie von Ludwig Angerer 1860

Franz Emil Lorenz Graf Wimpffen (* 2. April 1797 in Prag; † 26. November 1870 in Görz) war ein österreichischer Feldzeugmeister.

## Leben
Franz Emil Lorenz entstammte dem alten schwäbischen Adelsgeschlecht von Wimpffen. Er war der Sohn von Karl Franz Eduard Reichsgraf von Wimpffen (1776–1842) aus seiner ersten Ehe mit Victoria von Anhalt-Bernburg-Schaumburg, einer verwitweten Erbprinzessin von Hessen-Philippsthal. Ein entfernter Verwandter war Feldmarschall Maximilian von Wimpffen, ein Kampfgefährte Radetzkys. 
Im Oktober 1813 trat er als Unterleutnant beim 5. Jäger-Bataillon in das kaiserliche Heer ein. Beim Infanterie-Regiment Nr. 16 machte er als Oberleutnant die Feldzüge von 1813 und 1814 in der Hauptarmee der Verbündeten mit. Den Feldzug von 1815 verbrachte er bei der Frimontschen Armee in Italien. 1822 wurde er zum Hauptmann und 1828 zum Major befördert. Im Jahr 1830 wurde er Oberstleutnant, 1833 stieg er zum Oberst auf und übernahm das Kommando über das Infanterieregiment „Großherzog von Baden“. Mit 27. September 1839 wurde er Generalmajor und Brigadekommandant in Triest, mit 16. November 1846 Feldmarschallleutnant und Divisionskommandant des II. Armeekorps in Padua. 
In der Folge zeichnete er sich unter FML Aspre im Feldzug von 1848 besonders aus. Für seine Einsätze in der Schlacht von Vicenza am 10. Juni, in den Gefechten bei Sona und Sommacampagna (23. und 24. Juli), die Einnahme der Höhen von Madonna del Monte am 25. Juli in der Schlacht bei Custozza und sein Verhalten in der Schlacht bei Volta (27. Juli) erwarb er sich am 27. November 1848 das Ritterkreuz zum Militär-Maria-Theresien-Orden. 
Im Feldzug von 1849 übernahm er die am 21. März gebildete Kombinierte Division (Brigade Eduard Liechtenstein und Cavriani) und deckte bei Casale den Poübergang, während die Hauptarmee Radetzkys in der Schlacht bei Novara den Feldzug gegen Sardinien-Piemont siegreich beendete. An der Spitze der zur Intervention im Kirchenstaat bestimmten Korps zwang er am 16. Mai Bologna und am 19. Juni Ancona durch Artilleriebeschuss zur Kapitulation und übernahm darauf die Leitung des Gouvernements der Legationen. Im Oktober 1849 wurde er zum Zivil- und Militärgouverneur von Triest und Statthalter des Küstenlandes ernannt.
Für seine Verdienste in Italien erhielt er am 26. März 1850 das Kommandeurkreuz zum Maria-Theresien-Orden verliehen. Nach dem Ausscheiden von Vizeadmiral Hans Birch von Dahlerup aus den Diensten der k.k. Kriegsmarine im August 1851 wurde er – da der Bruder Kaiser Franz Josephs, Erzherzog Ferdinand Max für diese Position noch zu jung erschien – mit dem provisorischen Oberkommando der Kriegsmarine betraut. In dieser Funktion führte er die Reorganisation der Seestreitkräfte durchaus ersprießlich weiter.
Nach seinem Ausscheiden als Marineoberkommandant wurde er am 24. April 1854 zum Feldzeugmeister ernannt. Ab September 1854 befehligte er eine Zeit lang das 1. Armeekorps; im Juni 1859 führte er unter dem Oberbefehl des Generals der Kavallerie Franz von Schlick die 1. Armee in der für die Monarchie verhängnisvollen Schlacht bei Solferino. Am 11. September 1860 trat er in den Ruhestand und starb am 26. November 1870 in Görz.

## Familie

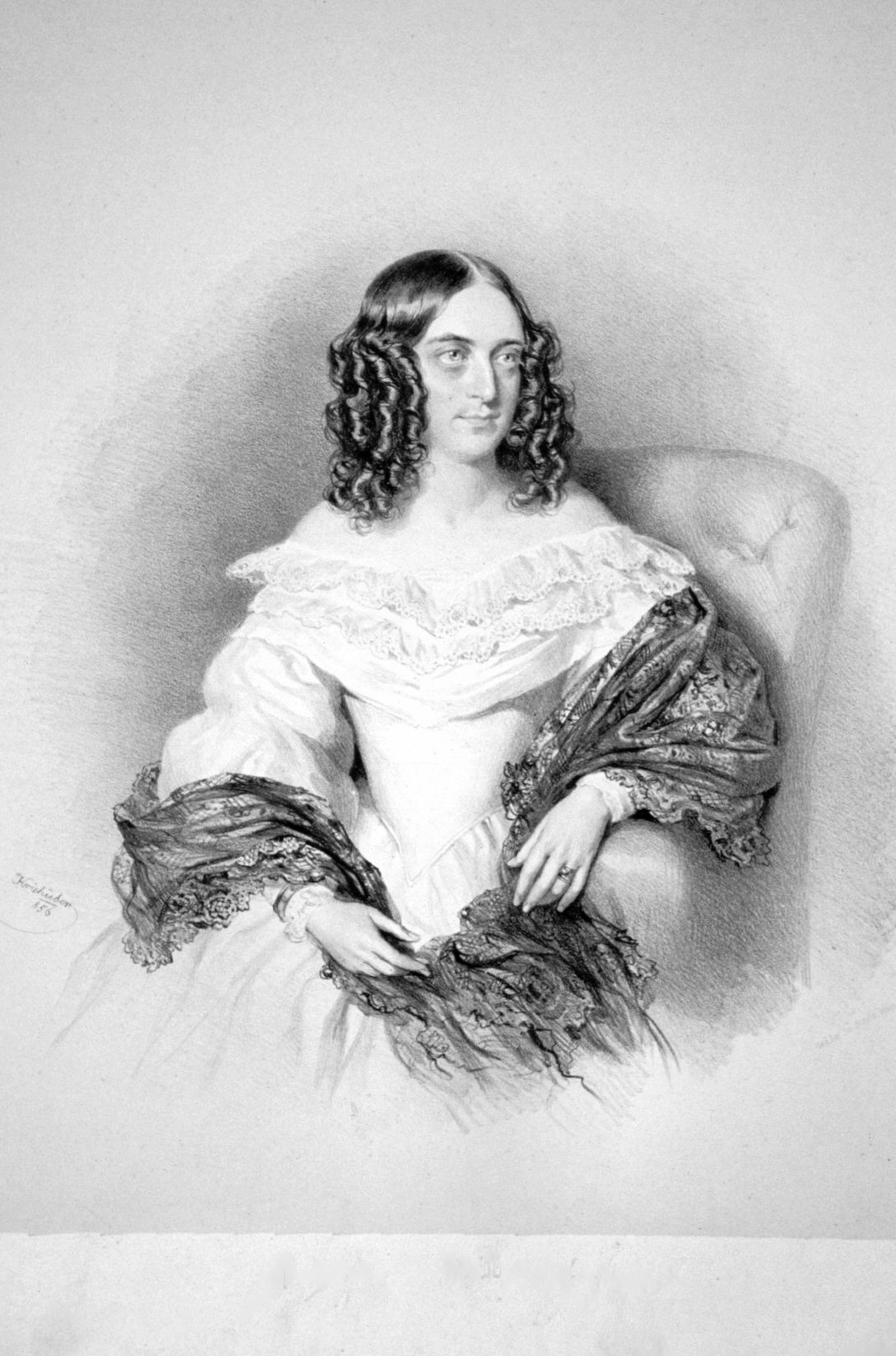
Marianne Gräfin Wimpffen, geb. Eskeles (1801–1862), Lithographie von Josef Kriehuber, 1856

Franz Emil Lorenz vermählte sich am 5. Oktober 1825 in Wien-Hietzing mit Maria Anna Cäcilie Henriette von Eskeles (* 2. März 1802 Wien; † 11. August 1862 München), Tochter des österreichischen Bankiers Bernhard von Eskeles und Enkelin des königlich preußischen Hoffaktors Daniel Itzig. Dieser Ehe entstammten drei Söhne und eine Tochter:
- Heinrich Emil Bernhard (* 1. Mai 1827; † 17. Oktober 1896), k.k. Rittmeister, war Oberhaupt der gräflichen Linie
- Franz Alfons Maximilian (* 23. August 1828; † 22. Juli 1866), verstarb infolge einer Verwundung nach der Schlacht bei Nachod, k.k. Oberst und Kommandant des Infanterie-Regiments Nr. 20
- Victor Ägidius Christian (* 24. Juli 1834; † 22. Mai 1897), k.k. Korvettenkapitän a. D., Hofrat
- Maria Anna Cäcilie (* 13. Mai 1842; † 21. März 1918) ⚭ Friedrich Freiherrn von Gagern.